# Liste von MAN-Motoren

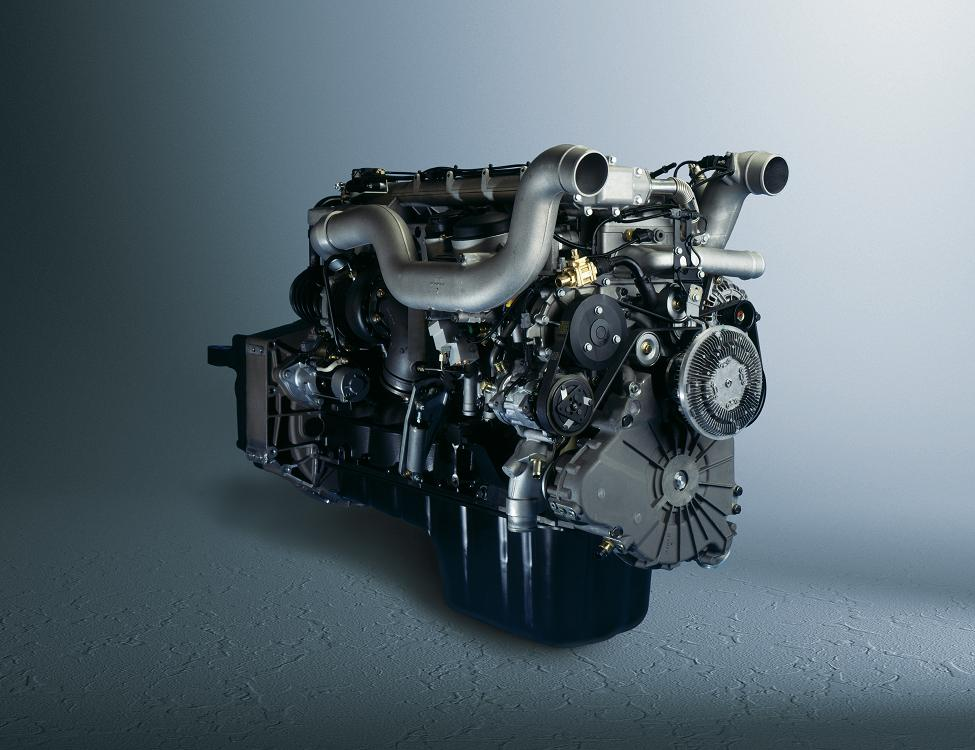
Sechszylinder Dieselmotor von MAN, Typ D2066LF mit Pritarder (gleiche Funktion wie der Retarder)

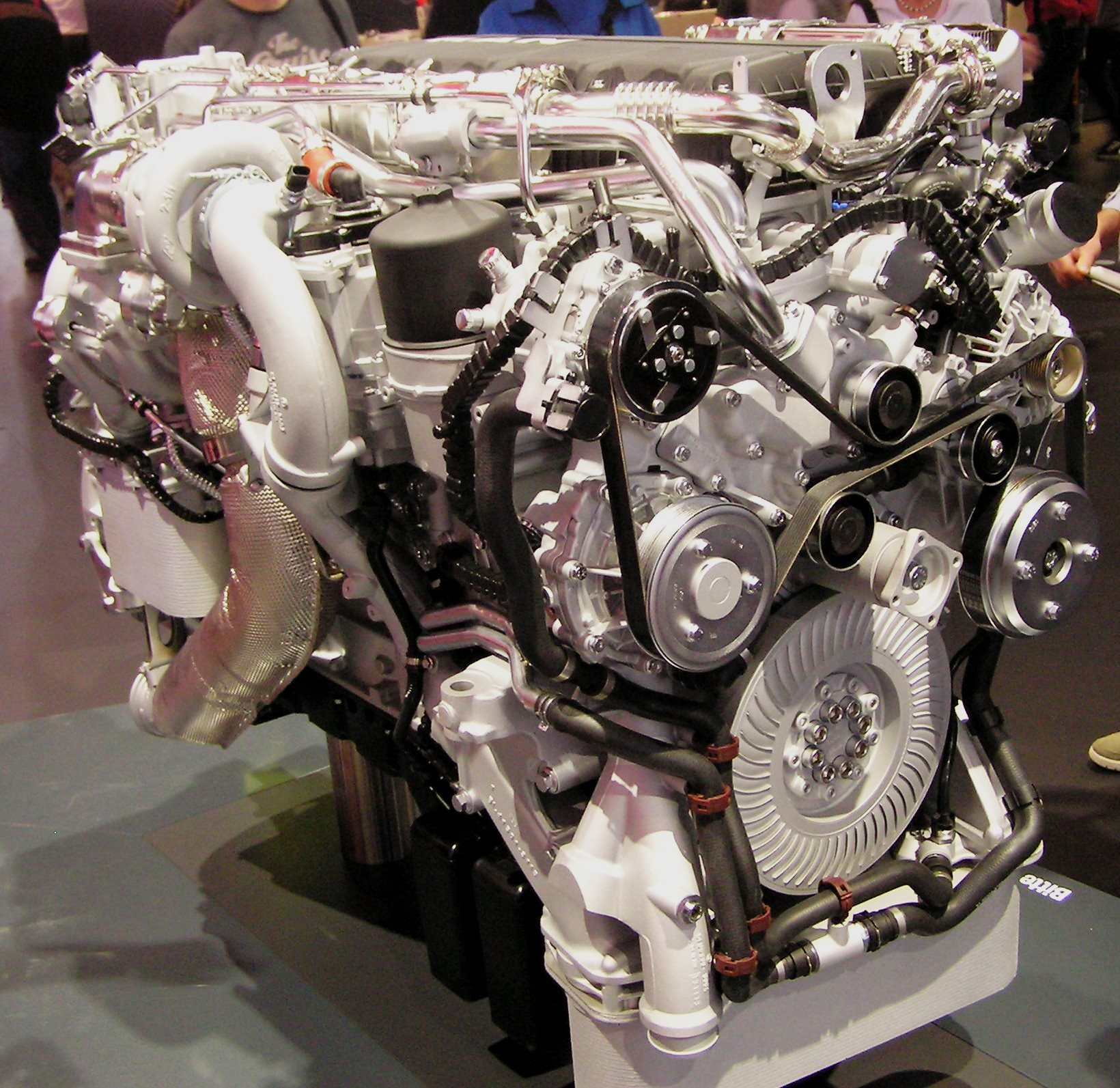
MAN D38-Reihensechszylinder

Diese Liste führt Motoren auf, die im MAN-Motorenwerk Nürnberg, einem Standort der MAN Truck & Bus SE, entwickelt und gefertigt werden.

## Bauarten und Einsatzbereiche
Angeboten werden Reihen-Vier- und -Sechszylinder sowie Acht-, Zehn- und Zwölfzylinder in V-Anordnung. Hierbei handelt es sich um Viertaktmotoren zur Diesel-, Flüssiggas (LPG)-, Erdgas (CNG)-, Biogas- und Wasserstoff-(H2)-Verbrennung, wobei die Gasmotoren nach dem Ottomotor betrieben werden.
Die Motoren mit Hubräumen von 4,6 bis 25,78 Litern werden als Fahrzeug-, Industrie- und Schiffsmotoren eingesetzt.

## Fahrzeugmotoren

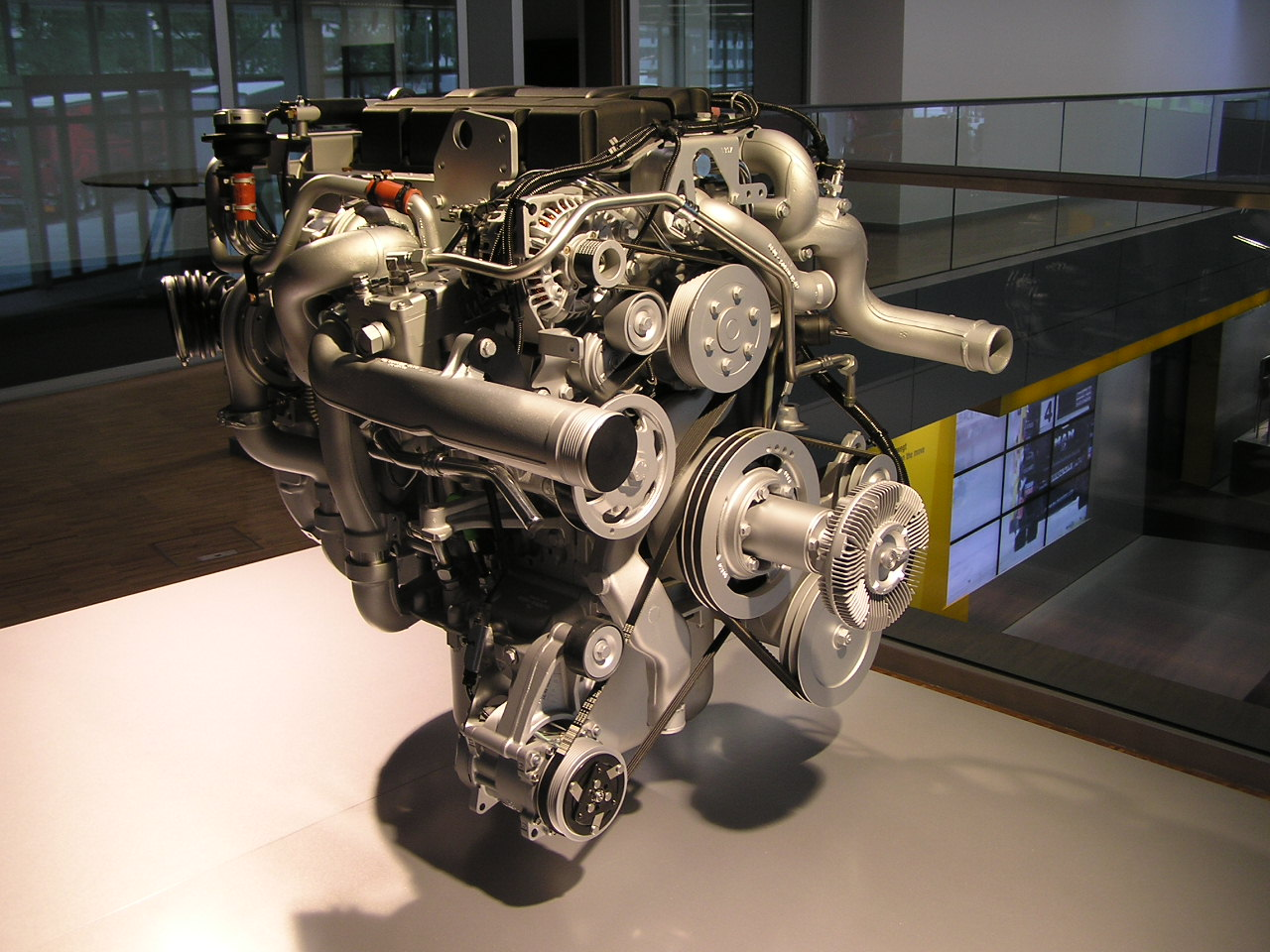
Vierzylinder-Dieselmotor von MAN (Typ D0834LFL, 2-stufige Aufladung)

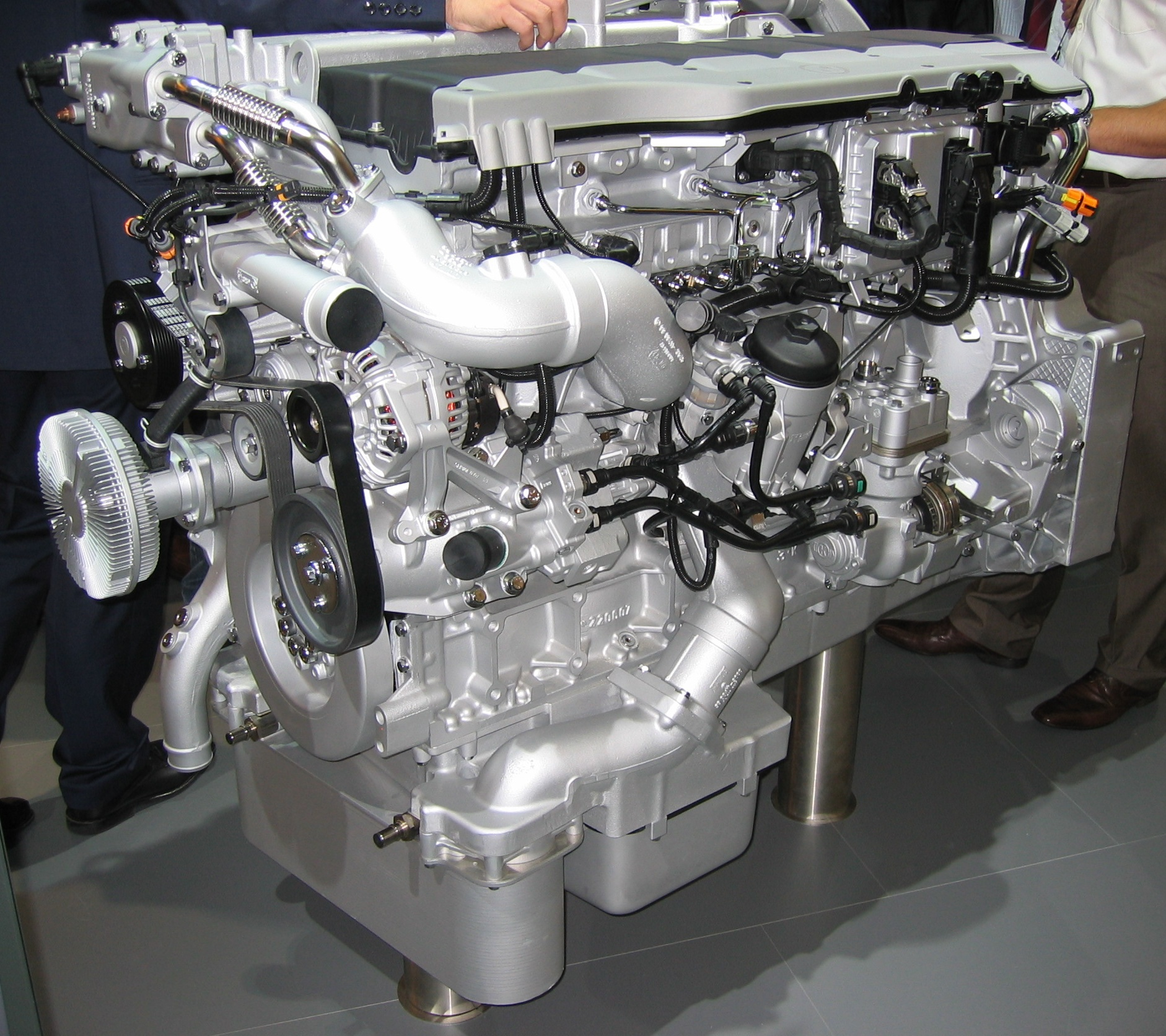
Sechszylinder Dieselmotor von MAN (Typ D2676LF)

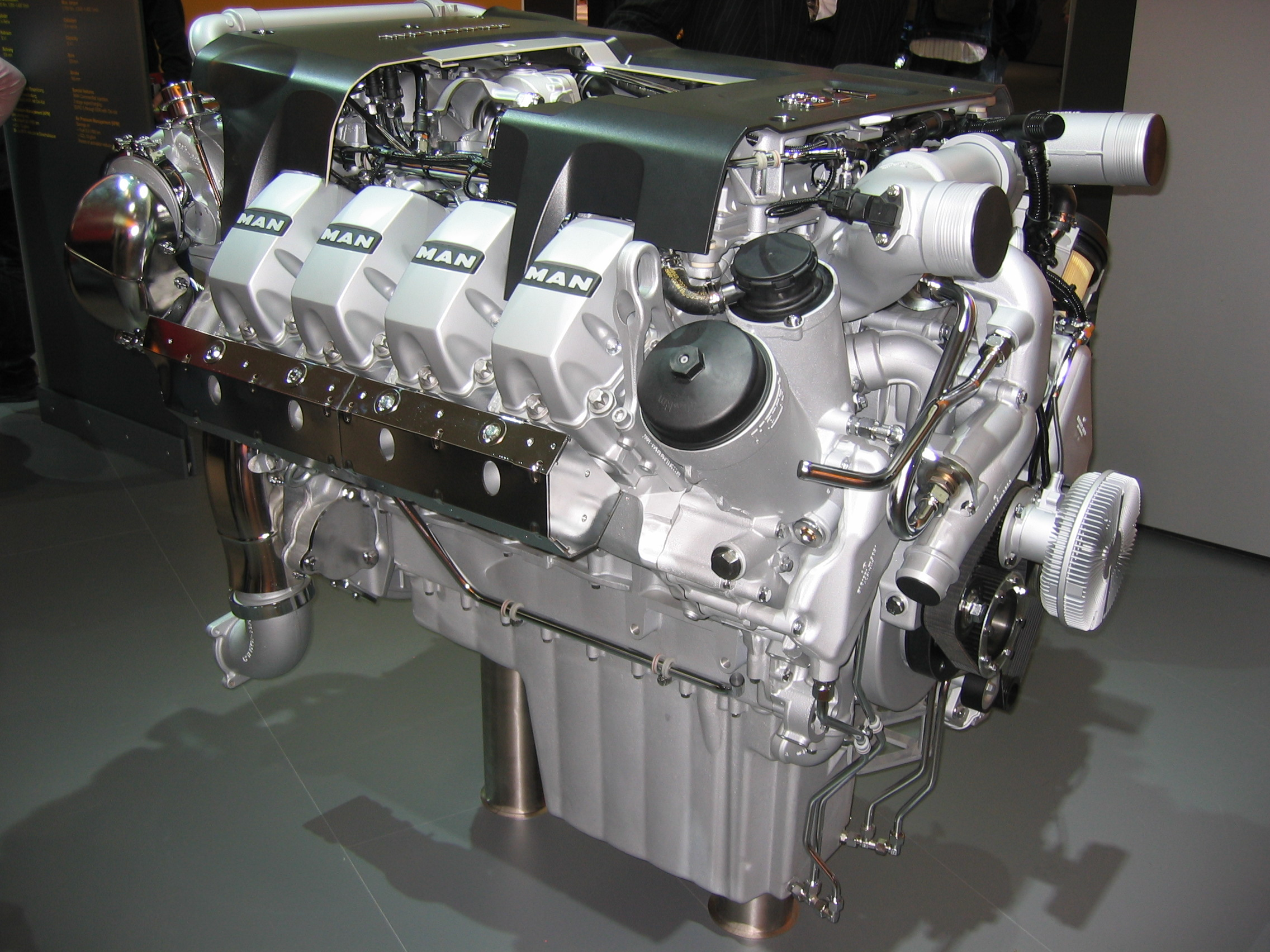
Achtzylinder Dieselmotor von MAN (Typ D2868LF)

MAN-Motoren werden für Stadt-, Überland- und Reisebusse oder Lastkraftwagen  sowie für Schienenfahrzeuge eingesetzt.
Alle heutigen Dieselmotoren sind mit Common-Rail-Einspritzung, Vierventiltechnik, Abgasturboaufladung, Luft/Luft-Ladeluftkühlung, gekühlter, externer Abgasrückführung (AGR) sowie der Motorbremse EVB (Exhaust Valve Brake) ausgestattet. Die Motoren der D08-Baureihe haben eine zweistufige Aufladung, wobei an den leistungsstärksten Motoren der Abgasstrom durch den Turbolader über ein Wastegate gesteuert wird.
Die Motoren der D20-/D26-Baureihe unterscheiden sich von ihren D28-Vorgängern durch ein geringeres Gewicht (um ca. 100 kg), weniger Bauteile (minus 25 %), weniger Dichtstellen und eine länger veranschlagte Gesamtlaufleistung von ca. 1,5 Mio. Kilometer (rund 0,5 Mio. km mehr).
Der Reihensechszylindermotor D3876 mit seiner Leistung von 640 PS (470 kW) im Schwerlastbereich ist um 160 Kilogramm leichter als der stärkste Euro 5-Motor D28-V8.
Typische Eigenschaften der D20-/D26-/D38-Motoren sind:
- Kurbelgehäuse aus GJV-450 (Gusseisen mit Vermiculargraphit) mit hoher Steifigkeit
- Durchgehender Zylinderkopf mit angegossenem Ansaugrohr und integrierter (obenliegender) Nockenwelle und Rollenkipphebeln
- Kompakte Kraftstoff- und Schmierölversorgung
- Getrennte Kühlmittel- und Schmierölversorgung von Kurbelgehäuse und Zylinderkopf

Alle Dieselmotoren stehen in den Abgasnormen Euro 3, Euro 4, Euro 5, EEV und Euro 6 zur Verfügung.
Des Weiteren bietet MAN für Linienbusse Erdgas (CNG)- und Flüssiggas (LPG)-Motoren an. Hier wird die Leistung wie beim Ottomotor über eine Drosselklappe geregelt und die Verbrennung über Zündkerzen eingeleitet.
Die Erdgasmotoren gibt es in zwei Varianten:
- 12-Liter-Saugmotor mit Drei-Wege-Katalysator und 180 kW (245 PS) Leistung
- 12,8-Liter-Magermix-Turbomotor mit Ladeluftkühlung und 228 kW (310 PS) Leistung

Der 12,8-Liter-Flüssiggas-Saugmotor mit Drei-Wege-Katalysator erreicht eine Leistung von 200 kW (272 PS).
Die Wasserstoffverbrennungsmotore gibt es in zwei Varianten:
- Ein Reihenmotor mit 16,8 Liter, 368 kW (500 PS) für Landmaschinen
- Ein V-Motor mit 17,2 Liter, 370 kW (503 PS) für Stationärmotoren zur Kraft-Wärme-Kopplung

| Typ | Bauform | Zylinder | Hubraum in cm³ ohne Brennraum | Nennleistung kW (PS) bei 1/min | Max. Drehmoment bei 1/min  | Abgasnachbehandlung               | Abgasstufe                    |
| --- | ------- | -------- | ----------------------------- | ------------------------------ | -------------------------- | --------------------------------- | ----------------------------- |
| D0834 | R       | 4        | 4.578                         | 110 (150)–162 (220)/2.300      | 570–850 Nm/1.300–1.800     | keine / PM-Kat / Oxi-Kat          | 3 / 4 / 5 / 6 / 6c / 6d / EEV |
| D2865 | R       | 5        | 9.973                         | 191 (260)–250 (340)/2.000      | 1.000–1.500 Nm/1.200–1.500 | keine / Oxi-Kat / nur bis EURO II | 3 / 4 / 5 / 6 / 6c / 6d / EEV |
| D0836 | R       | 6        | 6.867                         | 184 (250)–251 (341)/2.200      | 1.000–1.250 Nm/1.200–1.800 | keine / PM-Kat / Oxi-Kat / CRT    | 3 / 4 / 5 / 6 / 6c / 6d / EEV |
| D2066 | R       | 6        | 10.512                        | 199 (270)–324 (440)/1.900      | 1.250–2.100 Nm/1.000–1.400 | keine / PM-Kat / SCR / CRT        | 3 / 4 / 5 / 6 / 6c / 6d / EEV |
| D2676 | R       | 6        | 12.412                        | 324 (440)–397 (540)/1.900      | 2.100–2.500 Nm/1.050–1.400 | PM-Kat / SCR / AGR                | 3 / 4 / 5 / 6 / 6c / 6d / EEV |
| D2866 | R       | 6        | 11.961                        | 191 (260)–301 (410)/1.900      | 1.050–1.850 Nm/1.000–1.500 | AGR                               | 3                             |
| D2876 | R       | 6        | 12.809                        | 338 (460)/1.900                | 2.100 Nm/1.000–1.300       | AGR                               | 3                             |
| D3876 | R       | 6        | 15.248                        | 415 (565)–485 (660)/1.800      | 3.000 Nm/1.100–1.500       | AGR                               | 5                             |
| D2868 | V 90°   | 8        | 16.154                        | 500 (680)/1.800–1.900          | 2.700–3.000 Nm/1.000–1.100 | SCR-Verfahren                     | 5 / EEV                       |
| D2840 | V 90°   | 10       | 18.263                        | 485 (660)/1.900                | 2.700 Nm/1.000–1.600       | AGR                               | 3                             |
| D2842 | V 90°   | 12       | 21.915                        | 735 (1.000)/2.300              | 3.500 Nm/1.400–1.900       | keine                             | 3                             |
| E0836 | R       | 6        | 6.867                         | 162 (220)–206 (280)/2.200      | 750–1.000 Nm/900–2.000     | Drei-Wege-Katalysator             | 6c / EEV                      |
| E2866 | R       | 6        | 11.961                        | 180 (245)/2.200                | 880 Nm/1.100–1.300         | Drei-Wege-Katalysator             | 6c / EEV                      |
| E2876 (Unterflurmotor)                                                                                        | R       | 6        | 12.809                        | 200 (272)–228 (310)/2.000      | 1.050–1.250 Nm/1.100–1.700 | Drei-Wege-Katalysator             | 6c / EEV                      |
| Angaben zu den MAN Diesel- und Gasmotoren für Fahrzeuge auf www.man-engines.com, abgerufen am 14. April 2012. |         |          |                               |                                |                            |                                   |                               |

## Industriemotoren
Die MAN-Industriemotoren (Diesel und Gas) werden als stationäre Kraftmaschinen für Stromaggregate im Notstrom-, Spitzenlast- und Dauerbetrieb sowie zur Kraft-Wärme-Kopplung (KWK) in Blockheizkraftwerken (BHKW) eingesetzt. Weiterhin werden sie als Antriebe für Zentrifugalpumpen, in vielfältigen Bereichen der Bau-, Land- und Krantechnik und in Sonderfahrzeugen (zum Beispiel Pistenraupen) und in Schienenfahrzeugen, seien es Triebwagen oder Lokomotiven, eingesetzt.

### Dieselmotoren für Generatorantrieb bei 1500/min, 50 Hz (bei 1800/min, 60 Hz)
| Typ                                                                             | Bauform                                | Zylinder                               | Hubraum in cm³ ohne Brennraum          | Blockierte ISO-Nutzleistung kW bei Drehmoment               | ISO Standardleistung kW bei Drehmoment                      | Leistungsabzug für Ventilatorkühler kW | Elektrische Leistung kWe               | zugehörige Aggregatleistung netto kVA  |
| PRP = Prime Power – Spitzenlastbetrieb                                          | PRP = Prime Power – Spitzenlastbetrieb | PRP = Prime Power – Spitzenlastbetrieb | PRP = Prime Power – Spitzenlastbetrieb | PRP = Prime Power – Spitzenlastbetrieb                      | PRP = Prime Power – Spitzenlastbetrieb                      | PRP = Prime Power – Spitzenlastbetrieb | PRP = Prime Power – Spitzenlastbetrieb | PRP = Prime Power – Spitzenlastbetrieb |
| ------------------------------------------------------------------------------- | -------------------------------------- | -------------------------------------- | -------------------------------------- | ----------------------------------------------------------- | ----------------------------------------------------------- | -------------------------------------- | -------------------------------------- | -------------------------------------- |
| D0836                                                                           | R                                      | 6                                      | 6.867                                  | –                                                           | 225                                                         | 9                                      | 200                                    | 250                                    |
| D2866                                                                           | R                                      | 6                                      | 11.961                                 | –                                                           | 280/1.782 Nm (322/1.708 Nm)                                 | 9 (16)                                 | 249 (285)                              | 310 (350)                              |
| D2876                                                                           | R                                      | 6                                      | 12.809                                 | –                                                           | 355/2.260 Nm (405/2.146 Nm)                                 | 14 (24)                                | 318 (357)                              | 400 (450)                              |
| D2848                                                                           | V 90°                                  | 8                                      | 14.620                                 | –                                                           | 405/2.623 Nm (460/2.440 Nm)                                 | 17 (28)                                | 362 (407)                              | 450 (500)                              |
| D2840                                                                           | V 90°                                  | 10                                     | 18.263                                 | –                                                           | 451/2.820 Nm (515/2.732 Nm) bis 495/3.151 Nm (565/2.923 Nm) | 14 bis 17 (24–28)                      | 409 bis 452 (462–498)                  | 510 bis 550 (570–620)                  |
| D2842                                                                           | V 90°                                  | 12                                     | 21.915                                 | –                                                           | 543/3.457 Nm (620/3.289 Nm) bis 590/3.705 Nm (695/3.618 Nm) | 14 bis 17 (24–28)                      | 502 bis 543 (566–633)                  | 630 bis 680 (700–790)                  |
| D2862*                                                                          | V 90°                                  | 12                                     | 24.230                                 | –                                                           | 700/4.457 Nm (800/4.244 Nm)                                 | –                                      | 640 (720)                              | 800 (900)                              |
| LTP = Limited Time Running Power – Notstrombetrieb                              |                                        |                                        |                                        |                                                             |                                                             |                                        |                                        |                                        |
| D0836                                                                           | R                                      | 6                                      | 6.870                                  | 248                                                         | –                                                           | 9                                      | 220                                    | 275                                    |
| D2866                                                                           | R                                      | 6                                      | 11.961                                 | 360/2.292 Nm (400/2.122 Nm)                                 | –                                                           | 9 (16)                                 | 325 (360)                              | 410 (450)                              |
| D2876                                                                           | R                                      | 6                                      | 12.809                                 | 451/2.871 Nm (507/2.690 Nm)                                 | –                                                           | 14 (24)                                | 410 (450)                              | 510 (560)                              |
| D2848                                                                           | V 90°                                  | 8                                      | 14.620                                 | 495/3.151 Nm (539/2.801 Nm)                                 | –                                                           | 17 (28)                                | 450 (480)                              | 550 (600)                              |
| D2840                                                                           | V 90°                                  | 10                                     | 18.263                                 | 545/3.470 Nm (585/3.140 Nm) bis 610/3.820 Nm (660/3.480 Nm) | –                                                           | 14 bis 17 (24–28)                      | 500 bis 560 (530–600)                  | 620 bis 700 (660–750)                  |
| D2842                                                                           | V 90°                                  | 12                                     | 21.915                                 | 633/4.030 Nm (718/3.809 Nm) bis 702/4.393 Nm (800/4.244 Nm) | –                                                           | 14 bis 17 (24–28)                      | 580 bis 650 (660–735)                  | 730 bis 810 (820–920)                  |
| D2862*                                                                          | V 90°                                  | 12                                     | 24.230                                 | 880/5.603 Nm (1.117/5.926 Nm)                               | –                                                           | –                                      | 800 (1.000)                            | 1.000 (1.250)                          |
| *Daten unter Vorbehalt und auf Anfrage                                          |                                        |                                        |                                        |                                                             |                                                             |                                        |                                        |                                        |
| COP = Continuous Power – Dauerbetrieb                                           |                                        |                                        |                                        |                                                             |                                                             |                                        |                                        |                                        |
| PRP-Motoren sind auch mit reduzierter Leistung für den Dauerbetrieb erhältlich. |                                        |                                        |                                        |                                                             |                                                             |                                        |                                        |                                        |

### Dieselmotoren für Bau-, Land-, Krantechnik und Sonderfahrzeuge
| Typ | Bauform | Zylinder | Hubraum in cm³ ohne Brennraum | Nennleistung kW (PS) bei 1/min | Max. Drehmoment bei 1/min | Abgasnachbehandlung | Abgasstufe  |
| --- | ------- | -------- | ----------------------------- | ------------------------------ | ------------------------- | ------------------- | ----------- |
| D0834 | R       | 4        | 4.578                         | 110 (150)–162 (220)/2.100      | 850 Nm/1.300–1.750        | AGR                 | EPA Tier 4i |
| D0836 | R       | 6        | 6.867                         | 184 (250)–250 (340)/2.100      | 1.250 Nm/1.200–1.850      | AGR                 | EPA Tier 4i |
| D2066 | R       | 6        | 10.512                        | 235 (320)–324 (440)/1.800      | 1.900 Nm/1.000–1.400      | AGR / SCR           | EPA Tier 4i |
| D2676 | R       | 6        | 12.412                        | 294 (400)–397 (540)/1.800      | 2.500 Nm/1.100–1.400      | AGR / SCR           | EPA Tier 4i |
| D3876 | R       | 6        | 15.248                        | 415 (565)–485 (660)/1.800      | 3.000 Nm/1.100–1.500      | AGR / SCR           | EPA Tier 4i |
| D4276 | R       | 6        | 16.145                        | 450 (612)–515 (700)/1.800      | 3.280 Nm/1.100–1.500      | AGR / SCR           | EPA Tier 4i |
| D2868 | V 90°   | 8        | 16.154                        | 480 (652)–588 (800)/1.800      | 3.480 Nm/1.400            | SCR-Verfahren       | EPA Tier 4i |
| D2862 | V 90°   | 12       | 24.230                        | 588 (800)–882 (1.200)/1.800    | 4.280 Nm/1.700            | SCR-Verfahren       | EPA Tier 4i |
| Angaben zu den MAN-Dieselmotoren für Bau-, Land-, Krantechnik und Sonderfahrzeuge auf www.man-engines.com, abgerufen am 14. April 2012. |         |          |                               |                                |                           |                     |             |

### Verbrennungsmotore im Einsatz mit Wasserstoff, Erd- oder Biogas bei 1500/min, 50 Hz (bei 1800/min, 60 Hz)
| Typ | Bauform                                          | Zylinder                                         | Hubraum in cm³ ohne Brennraum                    | ISO Standardleistung kW                          | Nutzleistung im Kühlwasser kW                    | Nutzwärme im Abgas bezogen auf 120 °C kW         |
| COP = Continuous Power – Dauerbetrieb mit Erdgas                                                                                                | COP = Continuous Power – Dauerbetrieb mit Erdgas | COP = Continuous Power – Dauerbetrieb mit Erdgas | COP = Continuous Power – Dauerbetrieb mit Erdgas | COP = Continuous Power – Dauerbetrieb mit Erdgas | COP = Continuous Power – Dauerbetrieb mit Erdgas | COP = Continuous Power – Dauerbetrieb mit Erdgas |
| --- | ------------------------------------------------ | ------------------------------------------------ | ------------------------------------------------ | ------------------------------------------------ | ------------------------------------------------ | ------------------------------------------------ |
| E0834 | R                                                | 4                                                | 4.578                                            | 37 bis 68 (45–62)                                | 29 bis 54 (31–51)                                | 26 bis 33 (35–40)                                |
| E0836 | R                                                | 6                                                | 6.867                                            | 56 bis 110 (64–110)                              | 41 bis 68 (58–74)                                | 37 bis 64 (48–69)                                |
| E2876 | R                                                | 6                                                | 12.809                                           | 150 bis 210 (170–210)                            | 99 bis 128 (106–145)                             | 79 bis 143 (98–157)                              |
| E2848 | V 90°                                            | 8                                                | 14.610                                           | 265 (295)                                        | 130 (160)                                        | 147 (180)                                        |
| E2868 | V 90°                                            | 8                                                | 17.179                                           | 370 (-)                                          | –                                                | –                                                |
| E2842 | V 90°                                            | 12                                               | 21.915                                           | 250 bis 420 (280–420)                            | 236 (260–258)                                    | 129 bis 222 (156–244)                            |
| E3262 | V 90°                                            | 12                                               | 25.780                                           | 550 (580)                                        | 336 (392)                                        | 312 (339)                                        |
| COP = Continuous Power – Dauerbetrieb mit Biogas                                                                                                |                                                  |                                                  |                                                  |                                                  |                                                  |                                                  |
| E0834 | R                                                | 4                                                | 4.578                                            | 68 (-)                                           | 52 (-)                                           | 35 (-)                                           |
| E0836 | R                                                | 6                                                | 6.867                                            | 110 (110)                                        | 68 (77)                                          | 59 (67)                                          |
| E2876 | R                                                | 6                                                | 12.809                                           | 130 bis 220 (200)                                | 98 bis 124 (106)                                 | 57 bis 129 (137)                                 |
| E2848 | V 90°                                            | 8                                                | 14.610                                           | 265 (295)                                        | 152 (182)                                        | 160 (194)                                        |
| E2868 | V 90°                                            | 8                                                | 17.179                                           | 370 (-)                                          | –                                                | –                                                |
| E2842 | V 90°                                            | 12                                               | 21.915                                           | 380 (380)                                        | 205 (232)                                        | 228 (243)                                        |
| E3262 | V 90°                                            | 12                                               | 25.780                                           | 550 (580)                                        | 317 bis 339 (384–397)                            | 299 bis 315 (347–375)                            |
| E3872 | V 90°                                            | 12                                               | 29.600                                           | 735 (1000)                                       | –                                                | –                                                |
| Angaben zur Effizienzsteigerung bei aufgeladenen Erdgasmotoren mit Vorkammerzündkerzen auf press.mantruckandbus.com, abgerufen am 5. Juli 2023. |                                                  |                                                  |                                                  |                                                  |                                                  |                                                  |
| Verbrennungsmotore mit Wasserstoff betrieben |                                                  |                                                  |                                                  |                                                  |                                                  |                                                  |
| H4576 | R                                                | 6                                                | 16.8                                             | 368                                              | –                                                | –                                                |
| H3268 | V90                                              | 8                                                | 17.187                                           | 370                                              | –                                                | –                                                |
| Angaben zu MAN Wasserstoffmotor bei antruckandbus.com für den H3268 und auf mantruckandbus.com für den H4576, abgerufen am 10. November 2023.   |                                                  |                                                  |                                                  |                                                  |                                                  |                                                  |

## Schiffsmotoren

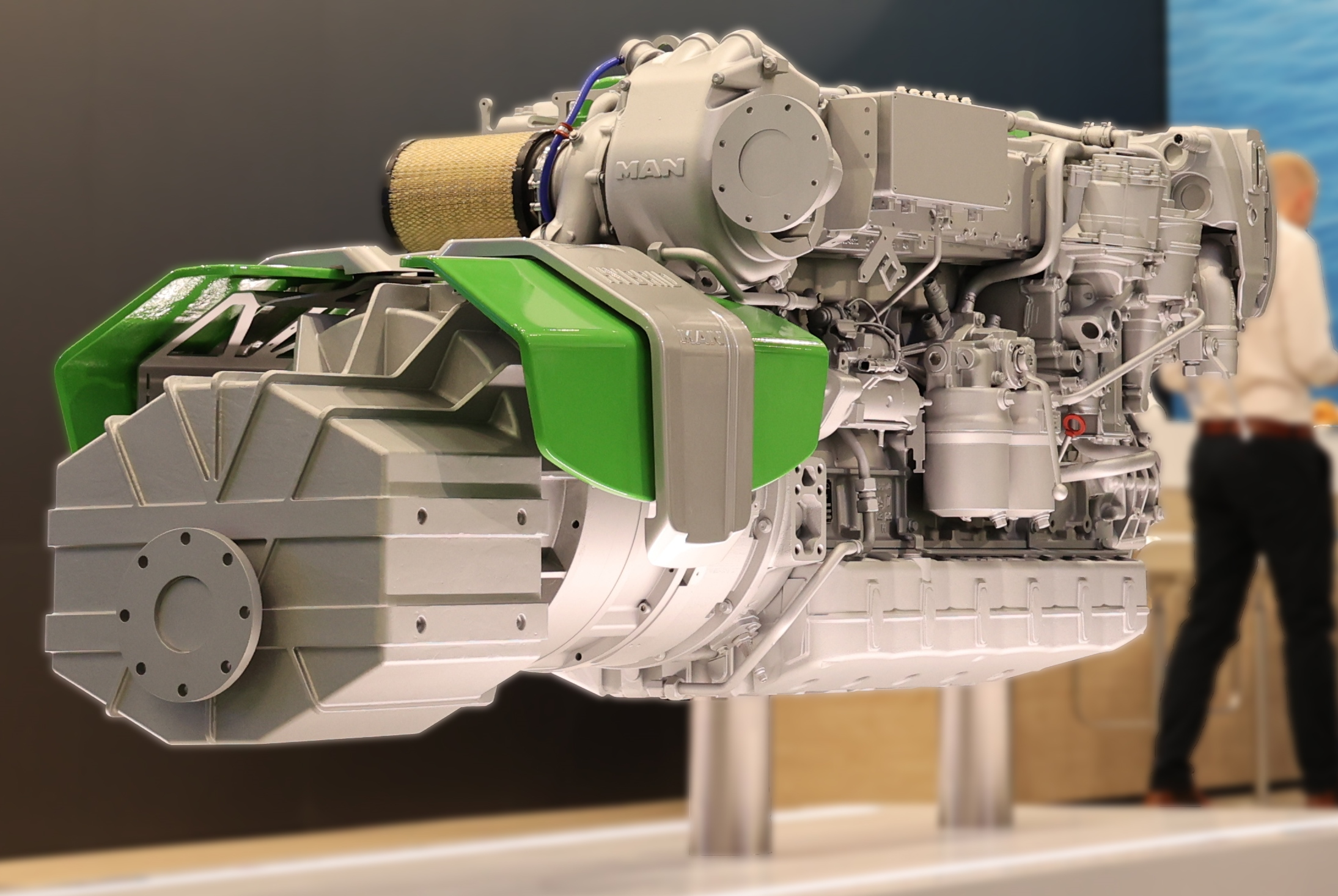
Sechszylinder Reihenmotor D2676, für Arbeitsboote mit Hybridantriebssystem

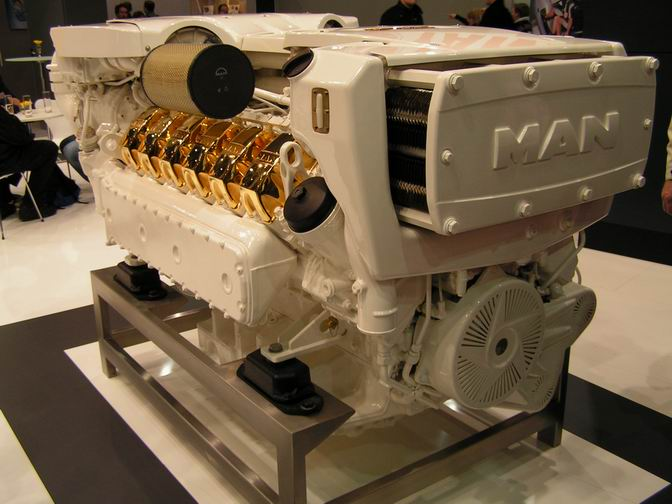
Zwölfzylinder Dieselmotor von MAN (Typ V12-1800)

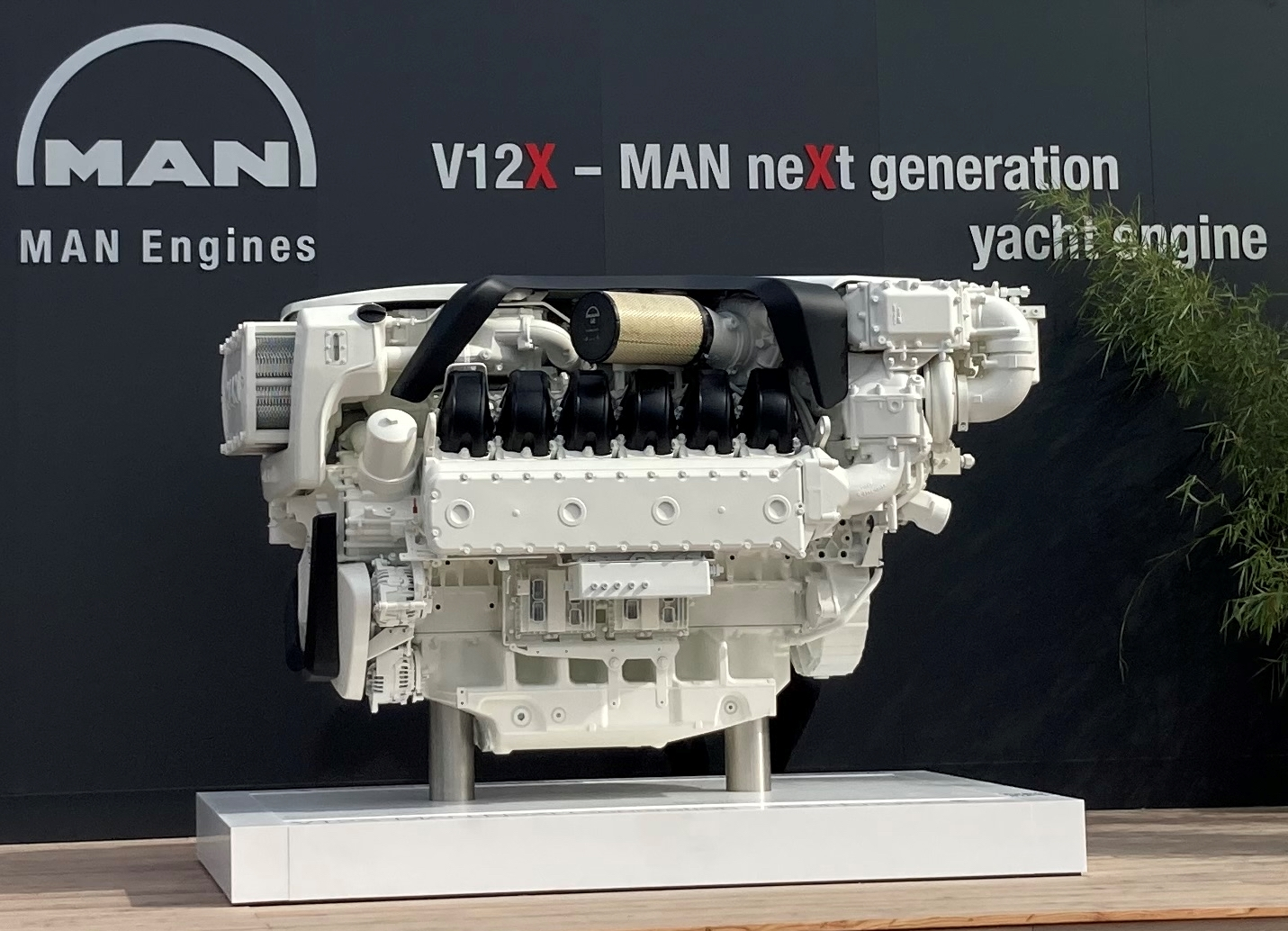
MAN-V12X-2200

Die schnelllaufenden Schiffsdieselmotoren von MAN finden Anwendung von Sportfischerbooten und Jachten mit SCR-Katalysator für IMO Tier III über Passagierboote, Fähren und Kreuzfahrtschiffe bis hin zu Frachtern und Schleppern. Die Betriebsarten dieser Motoren unterteilen sich in:
- Schwerer Betrieb, unbegrenzte Betriebsstundenzahl mit 100 % zeitlichem Anteil bei Volllast pro Jahr, z. B. in Schlepper, Trawler, Frachtschiffe.
- Mittelschwerer Betrieb, bis zu 3000 Betriebsstunden mit bis zu 50 % zeitlichem Anteil bei Volllast pro Jahr, z. B. in Passagierschiffe, Fähren, Fischerboote.
- Leichter Betrieb, bis zu 1000 Betriebsstunden mit bis zu 20 % zeitlichem Anteil bei Volllast pro Jahr, z. B. in Patrouillenboote, Eskortboote, Rettungsboote.

| Typ | Bauform                       | Zylinder                      | Hubraum in cm³ ohne Brennraum | Nennleistung kW (PS) bei 1/min                | Kraftstoffverbrauch bei Nennleist. g/kWh | Kraftstoffverbrauch bei Nennleist. l/h |
| Schwerer Betrieb – Heavy duty | Schwerer Betrieb – Heavy duty | Schwerer Betrieb – Heavy duty | Schwerer Betrieb – Heavy duty | Schwerer Betrieb – Heavy duty                 | Schwerer Betrieb – Heavy duty            | Schwerer Betrieb – Heavy duty          |
| --- | ----------------------------- | ----------------------------- | ----------------------------- | --------------------------------------------- | ---------------------------------------- | -------------------------------------- |
| D2676 | R                             | 6                             | 12.42                         | 221 (301) bis 368 (500) bei 1.800/min         | 195 bis 208                              | –                                      |
| D2866 | R                             | 6                             | 11.961                        | 190 (258) bis 279 (379) bei 1.800/min         | 210 bis 206                              | 47 bis 68                              |
| D2876 | R                             | 6                             | 12.809                        | 280 (381) bis 360 (490) bei 1.800/min         | 222 bis 223                              | 74 bis 95                              |
| D2868 | V 90°                         | 8                             | 16.16                         | 500 (680) bei 1.800/min                       | 199                                      | –                                      |
| D2842 | V 90°                         | 12                            | 21.915                        | 440 (598) bis 588 (800) bei 1.800/min         | 216 bis 222                              | 113 bis 155                            |
| D2842 | V 90°                         | 12                            | 21.915                        | 662 (900) bei 2.100/min                       | 230                                      | 181                                    |
| D2862 | V 90°                         | 12                            | 24.24                         | 551 (749) bis 735 (1.000) bei 1.800/min       | 193 bis 202                              | –                                      |
| Mittelschwerer Betrieb – Medium duty |                               |                               |                               |                                               |                                          |                                        |
| D0836 | R                             | 6                             | 6.867                         | 265 (360) bei 2.400/min                       | 218                                      | 69                                     |
| D2676 | R                             | 6                             | 12.42                         | 412 (560) bis 478 (650) bei 2.100/min         | 199 bis 207                              | –                                      |
| D2866 | R                             | 6                             | 11.961                        | 294 (400) bei 2.100/min                       | 212                                      | 74                                     |
| D2876 | R                             | 6                             | 12.809                        | 412 (560) bei 2.100/min                       | 222                                      | 109                                    |
| D2848 | V 90°                         | 8                             | 14.620                        | 551 (750) bei 2.100/min                       | 221                                      | 145                                    |
| D2868 | V 90°                         | 8                             | 16.16                         | 588 (800) bis 662 (900) bei 2.100/min         | 211 bis 214                              | –                                      |
| D2840 | V 90°                         | 10                            | 18.263                        | 478 (650) bei 2.100/min                       | 212                                      | 121                                    |
| D2842 | V 90°                         | 12                            | 21.915                        | 749 (1.019) bis 809 (1.100) bei 2.100/min     | 222 bis 226                              | 198 bis 217                            |
| D2862 | V 90°                         | 12                            | 24.24                         | 749 (1.019) bis 1.066 (1.450) bei 2.100/min   | 196 bis 203                              | –                                      |
| Leichter Betrieb – Light duty (Yachtmotoren) |                               |                               |                               |                                               |                                          |                                        |
| D0836 | R                             | 6                             | 6.867                         | 331 (450) bei 2.600/min                       | 235                                      | 93                                     |
| D2676 | R                             | 6                             | 12.42                         | 537 (430) bis 625 (850) bei 2.300/min         | 206 bis 214                              | –                                      |
| D2876 | R                             | 6                             | 12.809                        | 463 (630) bis 588 (800) bei 2.300/min         | 220 bis 225                              | 121 bis 158                            |
| D2848 | V 90°                         | 8                             | 14.620                        | 588 (800) bis 662 (900) bei 2.300/min         | 225 bis 227                              | 158 bis 179                            |
| D2868 | V 90°                         | 8                             | 16.16                         | 735 (1.000) bis 956 (1.300) bei 2.300/min     | 199 bis 213                              | –                                      |
| D2840 | V 90°                         | 10                            | 18.263                        | 809 (1100) bei 2.300/min                      | 225                                      | 217                                    |
| D2842 | V 90°                         | 12                            | 21.915                        | 900 (1224) bis 1140 (1550) bei 2.300/min      | 217 bis 226                              | 233 bis 307                            |
| D2862 | V 90°                         | 12                            | 24.24                         | 1.029 (1.400) bis 1.471 (2.000) bei 2.300/min | 197 bis 203                              | –                                      |
| R6-730 / R6-800 | R                             | 6                             | 12.809                        | 537 (730) / 588 (800) bei 2.300/min           | –                                        | 145 / 158                              |
| V8-900 | V 90°                         | 8                             | 14.620                        | 662 (900) bei 2.300/min                       | –                                        | 179                                    |
| V8-1000 / V8-1200 | V 90°                         | 8                             | 16.154                        | 735 (1.000) / 882 (1.200) bei 2.300/min       | –                                        | 195 / 231                              |
| V10-1100 | V 90°                         | 10                            | 18.275                        | 809 (1100) bei 2.300/min                      | –                                        | 217                                    |
| V12-1360 | V 90°                         | 12                            | 21.915                        | 1,000 (1.360) bei 2.300/min                   | –                                        | 263                                    |
| V12-1400 / V12-1550 | V 90°                         | 12                            | 24.230                        | 1.029 (1.400) / 1.140 (1.550) bei 2.300/min   | –                                        | 266 / 296                              |
| V12-1650 / V12-1900 | V 90°                         | 12                            | 24.230                        | 1.213 (1.650) / 1.397 (1.900) bei 2.300/min   | –                                        | 265 / 339                              |
| V12X | V 90°                         | 12                            | 29.600                        | 1.618 (2.200) bei 2.300/min                   | –                                        | –                                      |
| Angaben zu den MAN Schiffsmotoren auf www.man-engines.com, abgerufen am 14. April 2012., zu V12X auf www.man.eu, abgerufen am 9. September 2022. und MARINE High speed propulsion engines, abgerufen am 27. August 2024. |                               |                               |                               |                                               |                                          |                                        |

Hinweis:
MAN Diesel SE mit Sitz in Augsburg ist Hersteller für Zweitakt- und Viertakt-Dieselmotoren sowie Viertakt-Diesel-Gas- und Gas-Otto-Motoren für Schiffsantriebe und (Diesel)-Kraftwerke mit Leistungen von 450 kW (612 PS) bis 87.200 kW (119.000 PS).

## Sonstiges

### Typenschlüssel
| Position  | Kurzzeichen | Beschreibung des Motortyps                                                                          |
| --------- | ----------- | --------------------------------------------------------------------------------------------------- |
| 1.        | D           | Diesel                                                                                              |
| 1.        | E           | Erdgas                                                                                              |
| 1.        | G           | Propangas / Butangas (LPG)                                                                          |
| 1.        | H           | Wasserstoff                                                                                         |
| 1.        | M           | Methanol                                                                                            |
| 1.        | O           | Benzin (Otto)                                                                                       |
| 2.+3.     | xx          | Bohrung = (xx + 100) mm; Beispiel: (20 + 100) mm = 120 mm                                           |
| 4.        | x           | Hub = ((x • 10) + 100) mm; Beispiel: ((6 • 10) + 100) mm ≈ 160 mm                                   |
| 5.        | 4           | 4 Zylinder                                                                                          |
| 5.        | 5           | 5 Zylinder                                                                                          |
| 5.        | 6           | 6 Zylinder                                                                                          |
| 5.        | 8           | 8 Zylinder                                                                                          |
| 5.        | 0           | 10 Zylinder                                                                                         |
| 5.        | 2           | 12 Zylinder                                                                                         |
| restliche | –           | (Leerzeichen) Saugmotor                                                                             |
| restliche | D           | Drei-Wege-Katalysator                                                                               |
| restliche | T           | Mit Aufladung                                                                                       |
| restliche | L           | Mit Aufladung und Ladeluftkühlung                                                                   |
| restliche | H           | Stehender Motor für Lkw-Hauber-Linkslenker                                                          |
| restliche | HR          | Stehender Motor für Lkw-Hauber-Rechtslenker                                                         |
| restliche | HA          | Stehender Motor für Lkw-Hauber-Allrad-Linkslenker                                                   |
| restliche | HG          | Stehender Motor für Lkw-Hauber, spezielle Ausführung für geländegängige Fahrzeuge, Linkslenker      |
| restliche | F           | Stehender Motor für Lkw-Frontlinkslenker                                                            |
| restliche | GF          | Stehender Motor für Lkw-Frontlinkslenker, nur Motor D08, Koop-Ausführung (G-Reihe)                  |
| restliche | GFA         | GF in Allrad-Ausführung                                                                             |
| restliche | FR          | Stehender Motor für Lkw-Frontrechtslenker                                                           |
| restliche | FA          | Stehender Motor für Lkw-Frontlenker-Allrad, Linkslenker                                             |
| restliche | FG          | Stehender Motor für Lkw-Frontlenker, spezielle Ausführung für geländegängige Fahrzeuge, Linkslenker |
| restliche | FGR         | FG in Rechtslenker-Ausführung                                                                       |
| restliche | FO          | Stehender Motor für Bus-Fronteinbau                                                                 |
| restliche | LF          | Stehender Motor für Lkw-Frontlinkslenker                                                            |
| restliche | OF          | Stehender Motor für Bus-Fronteinbau, Linkslenker                                                    |
| restliche | OFR         | Stehender Motor für Bus-Fronteinbau, Rechtslenker                                                   |
| restliche | OH          | Stehender Motor für Bus-Heckeinbau                                                                  |
| restliche | U           | Unterflurmotor für Lkw-Mitteneinbau                                                                 |
| restliche | UE          | Unterflur-Einbaumotor für Industrieanwendungen                                                      |
| restliche | UH          | Unterflurmotor für Bus-Heckeinbau                                                                   |
| restliche | UM          | Unterflurmotor für Bus-Mitteneinbau                                                                 |
| restliche | L           | Kennzeichen für Baureihe „L 2000“ zusätzlich an obige Einbaufälle (außer „GF“, „GFA“) angefügt      |

### Abgasnachbehandlung
Bei MAN kommen insgesamt drei Abgastechnologien zum Einsatz:
- Rußpartikelfilter

Diverse Motoren in Omnibussen werden optional mit CRT-Partikelfiltern (Continuously Regenerating Trap) ausgerüstet, um die Partikelemissionen auf Euro-4-Werte zu reduzieren. Dieses Filtersystem wird zwar elektronisch geregelt und ist selbstregenerierend, aber nicht wartungsfrei.
- AGR und PM-Kat

Der überwiegende Teil der MAN-Dieselmotoren wird mit diesem System ausgerüstet. Dabei wird mittels der gekühlten Abgasrückführung der Stickoxidanteil (NOx) innermotorisch reduziert. Die Partikel werden dann in einem Schalldämpfer mit Partikelabscheidesystem, welches wartungs- und verstopfungsfrei arbeitet und ohne zusätzlichen Betriebsstoff auskommt, zu ca. 70 % abgeschieden.
- SCR-Verfahren

Bei heutigen Euro-5-Motoren erfolgt die innermotorische Verbrennung bei sehr hohen Temperaturen. Hierbei geht zwar auf der einen Seite der Anteil an Rußpartikeln zurück, auf der anderen Seite aber wiederum nehmen die NOx-Emissionen zu. Diesen Stickoxiden begegnet man mit einem nachgeschalteten Keramik-Katalysator, vor dem eine ungiftige und geruchlose Harnstofflösung in den Abgasstrom eingesprüht wird. Dies bewirkt im SCR-Katalysator (Selective Catalytic Reduction) eine Umwandlung der Stickoxide in Wasserdampf und elementaren Stickstoff. Diese Technologie erreicht eine NOx-Reduktion von über 80 %.

### Wasserstoffmotoren

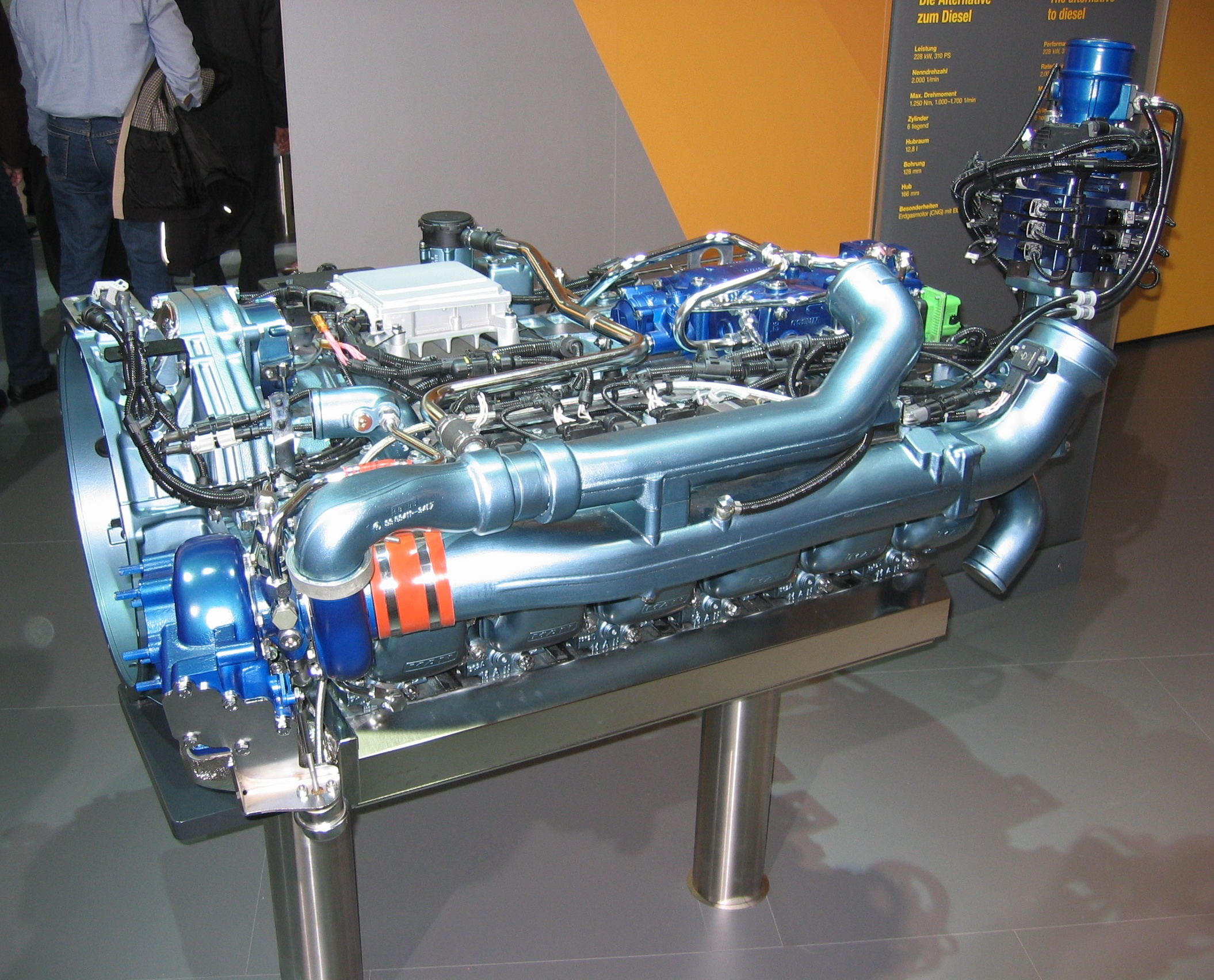
Wasserstoffverbrennungsmotor von MAN (Typ H2876 UH)

Der MAN-Wasserstoffverbrennungsmotor MAN H2876 UH01 leistet 150 kW (204 PS) und unterbietet die EEV-Norm (Enhanced Environmentally Friendly Vehicle) etwa um 90 %; eine turbogeladene Version leistet 200 kW (272 PS).
Er basiert auf den Erdgasmotoren der E2866/76-Baureihe, die bereits über 4000 Mal weltweit im Einsatz sind. Da eine Vielzahl von Komponenten wie etwa das Motorgehäuse mit dem der Dieselmaschinen gleich sind, können die Mehrkosten im Vergleich zur Brennstoffzellentechnik niedriger gehalten werden.

### Motorsport
Auch im Motorsport sind MAN-Motoren präsent. Das Motorenwerk Nürnberg unterstützt zahlreiche Teams bei der FIA European Truck Racing Championship. Seit einigen Jahren werden bei der Rallye Dakar und dem Africa Eco Race MAN-Trucks eingesetzt, die teilweise mit leistungsgesteigerten Motoren ausgerüstet sind und auf ihre Zuverlässigkeit getestet werden. Tomáš Tomeček wurde 2011 und Elisabete Jacinto 2019 auf MAN Gesamtsieger der LKW-Klasse beim Africa Eco Race.